# 摩里斯縣 (德克薩斯州)
摩里斯县（英語：Morris County）是位於美國德克薩斯州東北部的一個縣。面積670平方公里。根據美國2000年人口普查估計，共有人口13,048人。縣治登傑菲爾德（Daingerfield）。
成立於1875年3月6日。縣名紀念州議員威廉·W·莫里斯。

## 地理
根据美国人口调查局的数据摩里斯縣总面积670平方公里，其中659平方公里为陆地面积，11平方公里为水域面积，占总面积的1.60%。

### 主要高速公路
- 30號州際公路
- 美国国道67号
- 美国国道259号
- 德州州道11号
- 德州州道49号
- 德州州道77号

### 邻近县
- 鲍伊县（北）
- 卡斯县（东）
- 馬里昂縣（东南）
- 厄普舍县（南）
- 坎普县（西南）
- 泰特斯县（西）
- 紅河縣（西北）

## 人口
根据2000年的人口普查摩里斯縣有13,038名居民，分5,215个户、3,749个家庭。人口密度为每平方公里20人。71.71%的居民是白人、24.13%是非裔美国人、0.53%是美洲土著人、0.18%是亚裔美国人、0.06%是太平洋土著人、2.28%是其它人种、1.12%是混血儿。西班牙裔或者拉丁美洲裔的居民占3.66%。
县内的5,215个户中有29.5%有18岁以下的未成年人、53.9%是结婚夫妇、14.1%是带孩子的单身妇女、28.1%不是家庭、25.8%是单身汉、13.2%有65岁以上的老年人。平均每户2.47人、每个家庭2.95人。
县内的人口结构为25.2%在18岁以下、7.8%在18至24岁之间、24.3%在25至44岁之间、24.5%在45至64岁之间、18.3%在65岁以上。平均年龄为40岁。女子对男子的性别比为100：92.7。成年人的性别比为100：87.4。
县内每户的平均年收入为29,011美元，家庭的平均年收入为35,326美元。男子的平均年收入为30,917美元，女子的平均年收入为20,270美元。人均年收入为15,612美元。14.9%的家庭和18.3%的居民生活在贫困线以下，其中包括25.4%的未成年人和12.9%的老年人。